# Pentastych
Pentastych (gr. pénte- ‘pięcio’ i stíchos ‘wers’), także pentyna, pięciowiersz – utwór albo strofa, których wyróżnikiem jest pięć wersów.
Wykorzystywany często w liryce, zwłaszcza w wierszach regularnych. Może występować w rozmaitych kombinacjach układów rymowych (aabba, aabbb, abbaa, ababb) oraz w wersach o różnej budowie. Uchodzi za typowy dla poezji ludowej. W poezji polskiej strofy pięciowersowe pojawiły się po raz pierwszy w średniowiecznej liryce religijnej. Strofę pięciowersową monorymową lub rymowaną aabbb z rymami żeńskimi wykorzystał w swojej Pieśni o Wiklefie Jędrzej Gałka z Dobczyna: 
Lachowie, Niemcowie,
Wszyćcy językowie,
Wątpicie-li w mowie
I wszego pisma słowie -
Wiklef prawdę powie.
W niektórych pentastychach spotyka się zarówno żeńskie, jak i męskie współbrzmienia:
Ze światem, który w ciemność już zachodzi
Wraz z całą tęczą idealnych snów,
Prawdziwa mądrość niechaj was pogodzi -
I wasze gwiazdy, o zdobywcy młodzi,
W ciemnościach pogasną znów!
Adam Asnyk, Do młodych
Na ogół pięciowierszem pisane są także limeryki.